# Balkon (1959.)
Balkon je hrvatska televizijska drama iz 1959. godine, nastala prema istoimenoj pripovijetci Antuna Gustava Matoša. Scenarij potpisuje Ivo Štivičić, a režiju Ivan Hetrich.
Premijerno je prikazana 21. lipnja 1959. godine na Televiziji Zagreb, kao dio ciklusa pod nazivom Ciklus jugoslavenskih novelista. Produkcija je kombinirala izvedbu uživo u studiju s filmski snimljenim insertima, što je tada predstavljeno kao novost, iako su takvi postupci već ranije korišteni u zagrebačkoj televizijskoj produkciji.

## Glumačka postava
- Zvonimir Ferenčić kao Eugen
- Marija Aljinović kao Cvijeta
- Sanda Langerholz kao žena s balkona

## Značaj
Štivičić i Hetrich adaptirali su Matoševu pripovijetku o ljubavnom trokutu između Eugena, Cvijete i žene s balkona, s naglašenim autobiografskim elementima iz autorova života. Eugen i Cvijeta protagonisti su čiji se odnos komplicira pojavom misteriozne žene na balkonu.
Za potrebe ove dramatizacije iskorištene su tehnike kombiniranja studijskih scena s filmski snimljenim segmentima, što je najavljeno kao posebna inovacija u tadašnjoj televizijskoj produkciji. Iako je uporaba filmskih inserata već ranije korištena (od 1957. u dramama On, Ljuba Jarova, te 1958. u Kontroloru neba), Balkon je jedan od prvih slučajeva gdje je to bilo istaknuto kao poseban tehnički i stilski pristup.
Prema najavi emisije u tjedniku Radio televizija, gledatelji su imali prilike vidjeti „jedan dio emisije filmski snimljen“ te „uklopljen u scensku izvedbu koja se prenosila uživo iz studija“.

## Produkcija
Filmske scene snimane su pod vodstvom filmskog snimatelja Viktora Faraga, dok je scenografiju potpisao Duško Jerčević.

## Vanjske poveznice
- Balkon u internetskoj bazi filmova IMDb-a